# Robert Dumontois
Robert Dumontois est un rameur français, né le 6 août 1941 à Lyon et mort le 15 juin 2022 à Saint-Paul-lès-Romans.

## Palmarès

### Jeux olympiques
- Médaille d'argent en quatre barré à Rome 1960
- 7e en huit barré à Tokyo 1964

### Championnats du monde d'aviron
- Médaille de bronze en huit barré aux Championnats du monde d'aviron 1962 à Lucerne

### Championnats d'Europe d'aviron
- médaille de bronze en huit barré aux Championnats d'Europe d'aviron 1961, à Prague